# Digital Multimedia Broadcasting

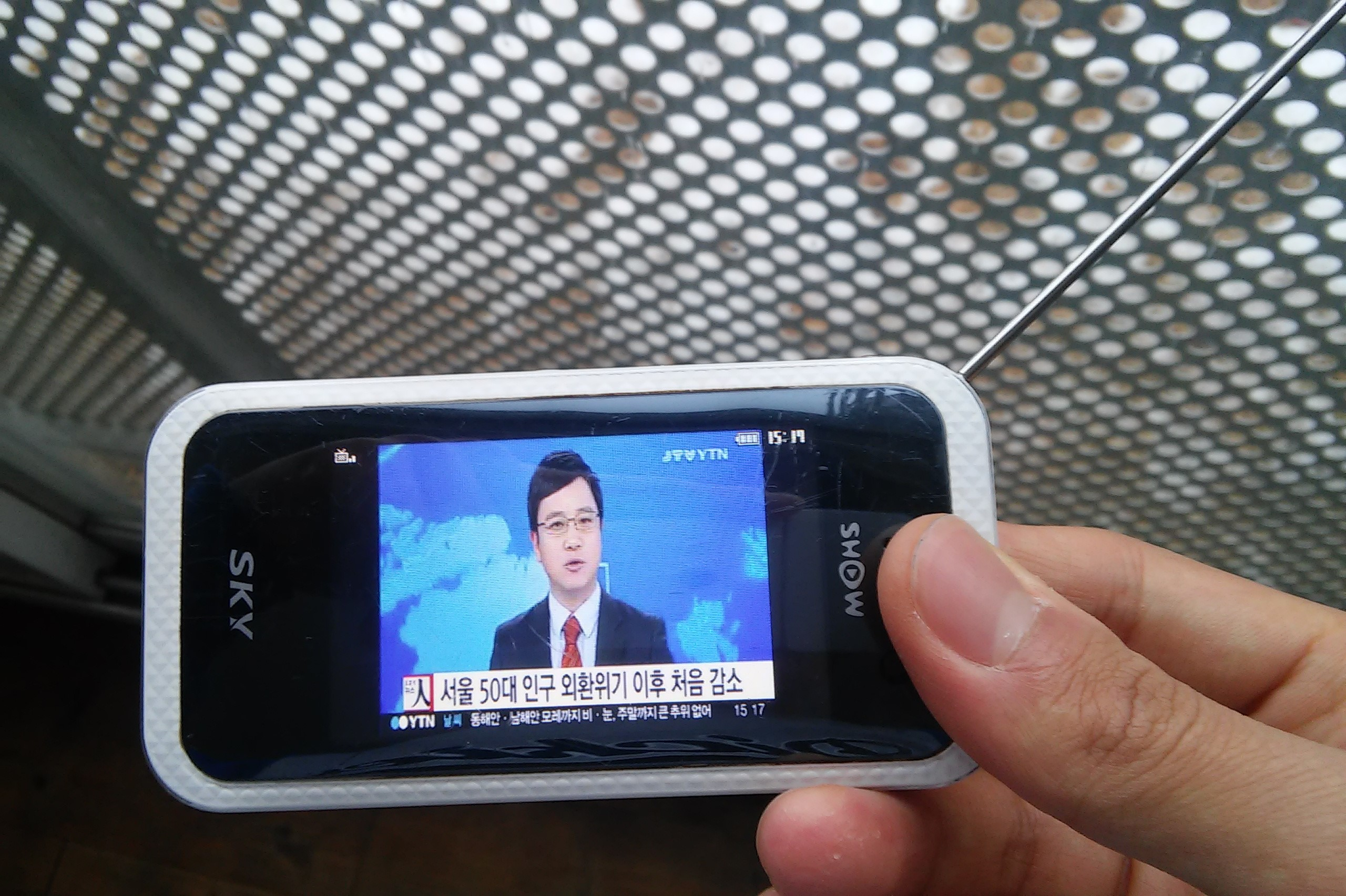
Visione di un programma Coreano su un cellulare DMB.

Digital Multimedia Broadcasting (DMB) è un sistema di trasmissione radio digitale per inviare dati multimediali (radio, tv, dati) a dispositivi portatili come i telefonini.
Questa tecnologia è stata sviluppata per la prima volta nella Corea del Sud sotto un progetto nazionale.
La prima emittente DMB a livello mondiale ha iniziato proprio in questo stato nel 2005.
Può operare via satellite (S-DMB) o via terrestre (T-DMB).
DMB è basato sullo standard Eureka 147 Digital Audio Broadcasting (DAB) e ha molte somiglianze con il suo principale competitore il DVB-H.